# Крадій (Цілком таємно)
Крадій (Theef) — 14-й епізод сьомого сезону серіалу «Цілком таємно». Епізод не належить до «міфології серіалу» — це монстр тижня. Прем'єра в мережі «Фокс» відбулася 12 березня 2000 року.
У США серія отримала рейтинг Нільсена, рівний 7.4, це означає, що в день виходу її подивилися 11.91 мільйона глядачів.

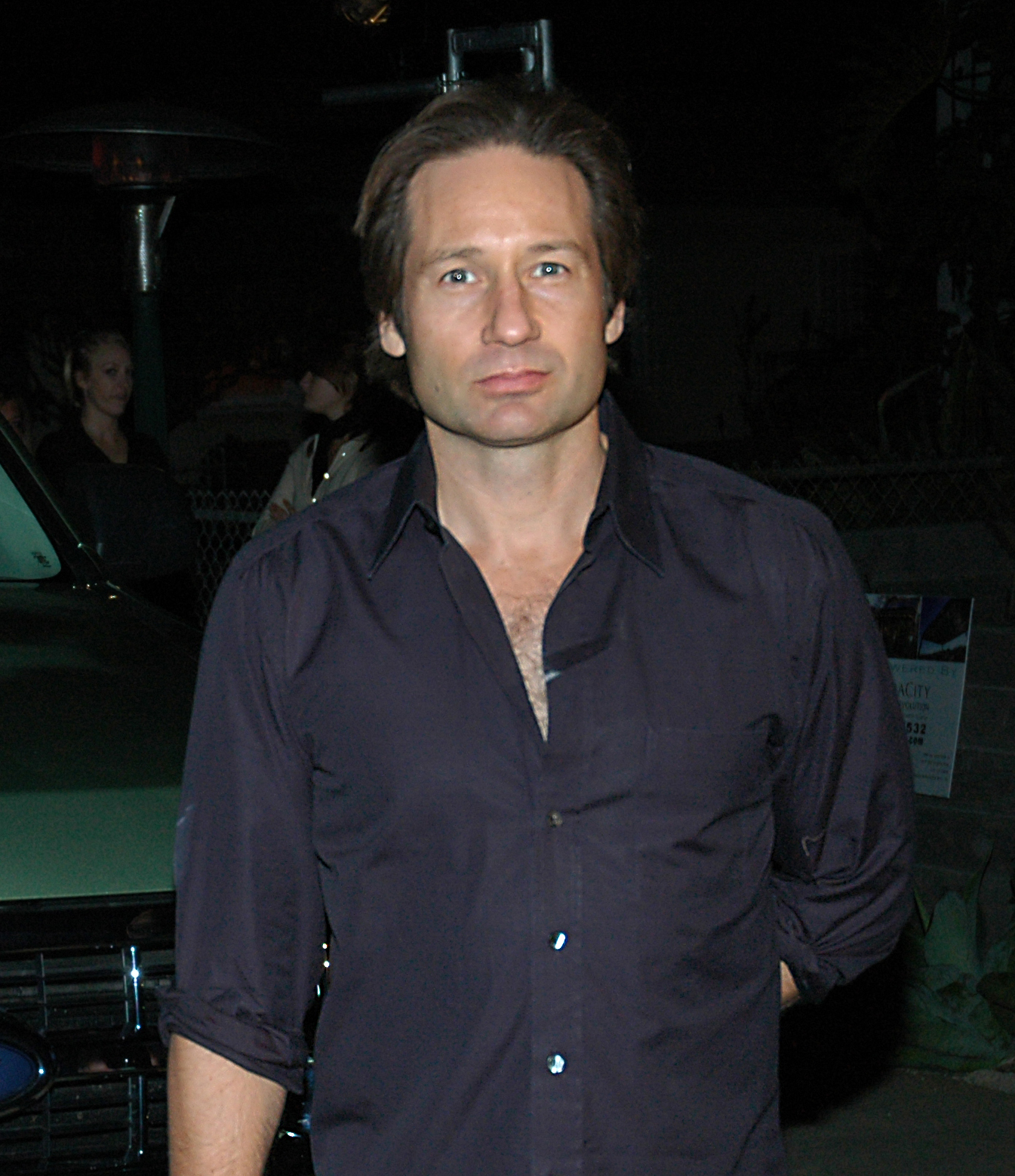

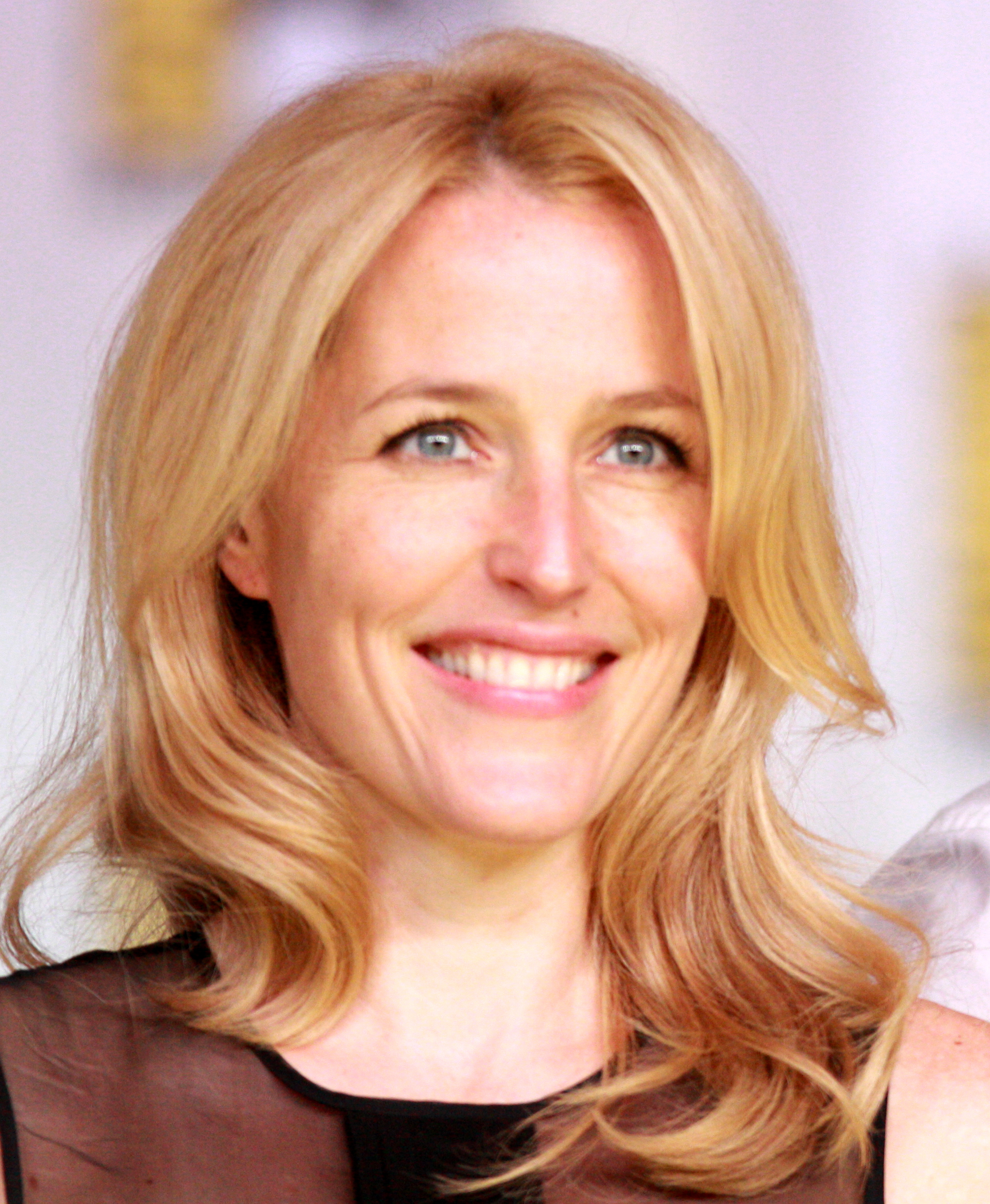

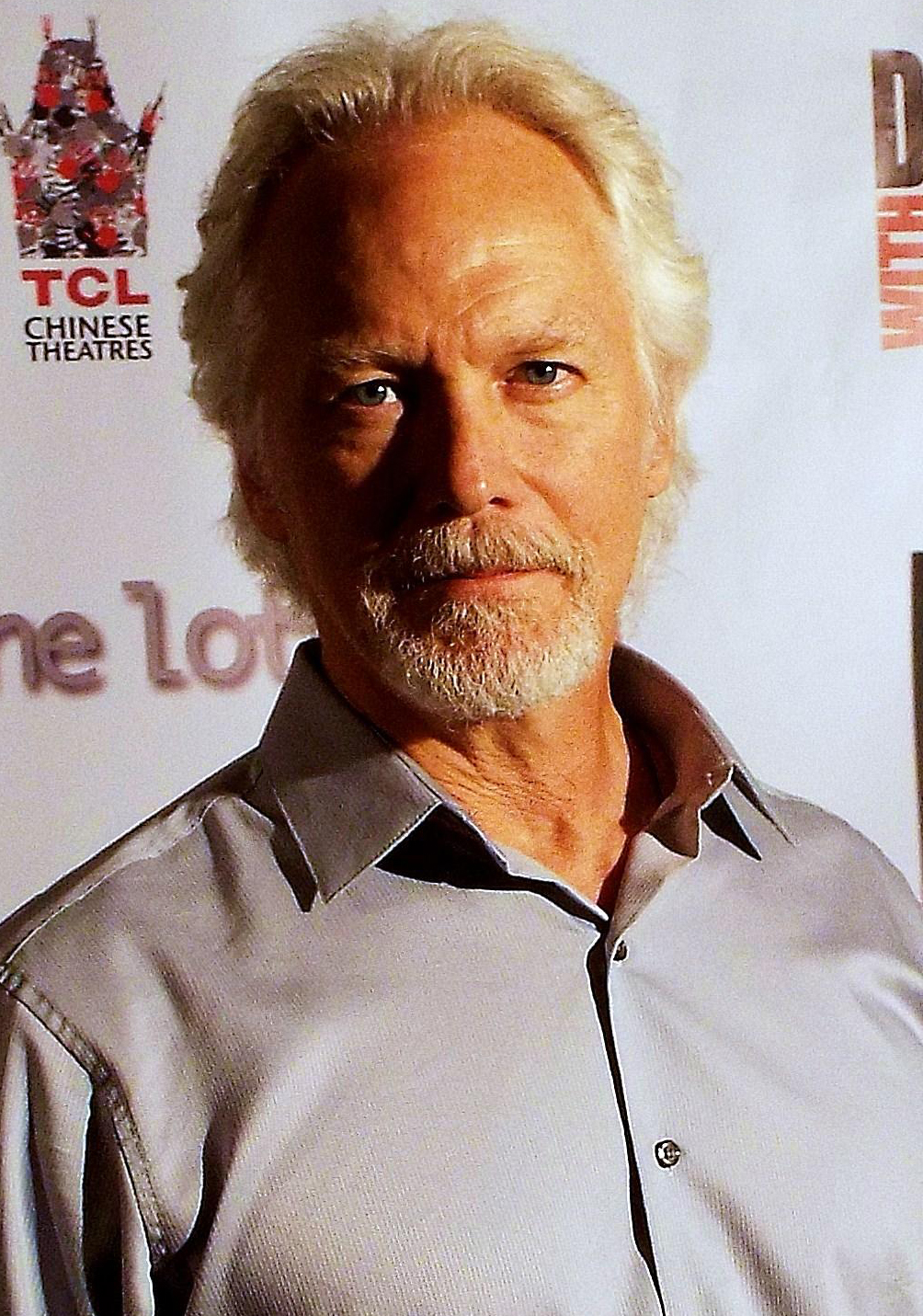

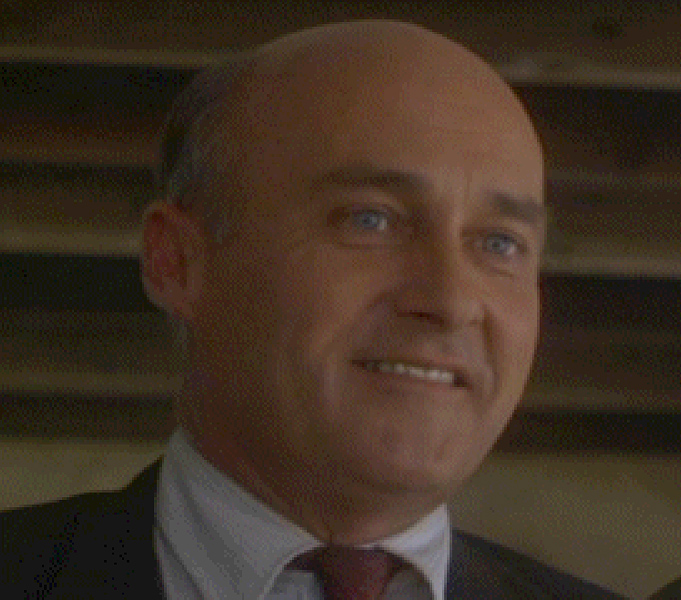

Малдер і Скаллі розслідують обставини смерті тестя відомого лікаря, який був знайдений зі словом «Theef», написаним його кров'ю на стіні. В ході розслідування Малдер починає підозрювати у вбивствах чаклуна, який загрожує всій родині лікаря.

## Зміст
Ірвінг Талбро ночує зі своєю дочкою та її сім'єю в окрузі Марін, серед них і чоловік дочки доктор Роберт Відер — визнаний лікарем року. Лягаючи спати Ірвінг виявляє в ліжку висипану фігурку, що нагадує людину. Він фігурку стирає і бачить за спиною якусь постать та лякається. Вночі включається сигналізація; Ірвінга виявляє Роберт. Ірвінг повішений; зі словом «Theef», намальованим його кров'ю на стіні.
Розслідуючи наступного ранку, Фокс Малдер помічає насипану землю — складову чорної магії у ліжку Ірвінга. Малдер допитує родину — вони не знають хто б міг бути ворогом.
Власниця будинку відчуває якийсь запах і повідомляє наймача Орелла Пітті — готувати в будові заборонено. Пітті відповідає — це запах ліків. Орелл повертається до кімнати й починає маніпулювати із фігурками з тканини — це схоже на містичний ритуал.
Уночі Малдер приходить до Скаллі — вона досліджує тканини загиблого Ірвінга та повідомляє — насипана в ліжку земля — з цвинтаря. Дейна Скаллі, проте, вважає, що лікар покінчив життя самогубством, перерізавши собі горло, написавши на стіні та повісившись. Після розтину встановлено, що Ірвінг страждав на пріонову хворобу під назвою куру, якої раніше в США не виявляли (притаманна Новій Гвінеї). Малдер вважає, що куру йому спричинив гекс, який звів його з розуму. Нен Відер помічає зникнення сімейного фото, яке висіло в їхній спальні, і «чоловіка-худу», якого згодом ідентифікували як Орелла Пітті — він поміщав зображення людей, вирізані із світлин в різні ляльки (Poppet). Роберт заспокоює дружину і каже що її батько був хворий й у нього прогресувало слабоумство. Розкриваючи постіль Роберт бачить висипану фігурку — Нен падає і б'ється в конвульсіях. На її шкірі дуже швидко з'являються ураження, доки «людина-худу» стоїть біля басейну і розмовляє з лялькою.
Нен зі страшними струпами на лиці перебуває в медичному центрі; доктора Відера відвідують агенти. Роберт поставив дружині діагноз — дифузійний шкірний лейшманіоз. Дейна повідомляє — в будинку доктора була стороння особа і її персону необхідно встановити. Роберт дуже сумнівається що сучасна медицина програє насиланню проклять.
Лікар йде подивитися на результати МРТ — усі світлини містять напис «Крадій». За його спиною посміюється Пітті, але відмовляється сказати, чому він робить ці дивні речі. Орелл каже що мститься за Лінетт Пітті. Орелл виходить з кабінету — і за мить його нема в коридорі.
Доктор не знаходить в базі даних пацієнтку Лінетт Пітті — і шукає серед виявлених трьох безіменних. У документах пацієнтки Джейн Доу він знаходить стрічку із надписом «Ягня кольору льону — крадій людського серця». Слово «крадій» на стрічці написане теж із помилкою. Тим часом Пітті маніпулює із фігурками й світлинами подружжя Відерів. Він чує порух і рвучко відчиняє двері — за ними стоїть орендодавиця. Вона дякує Пітті і просить іще мазі — від неї пройшли болі у жінки.
Малдер і Скаллі заходять до специфічного закладу за порадою з альтернативної медицини. Фокс звертається до експерта з окультизму, яка зазначає — для того, щоб скоїти прокляття, чоловік повинен черпати енергію з оберегу і поміщати кров, волосся та зображення жертви всередину «поппета», щоб продовжувати з прокляттям.
В медичному центрі Пітті бере упаковку попкорну і кладе в мікрохвильову піч. Доктор з дочкою відвідують виздоровлюючу Нен — Роберт пропонує зробити дружині МРТ-світлину. Пітті вкладає в мікрохвильовку ляльку із вирізаним лицем Нен. Місіс Відер спалюється до смерті під час МРТ, «чоловік-худу» виймає ляльку з мікрохвильовки.
Доктор дивиться на родинну світлину — з чотирьох на ній двоє вже мертві. Фокс повідомляє — на грудях його жінки патологоанатом помітив випалений напис «Крадій». Відер розповідає агентам про чоловіка, який прийшов до нього, і про справу Джейн Доу. Джейн Доу була насправді Ліннет Пітті, яка загинула в аварії автобуса. Лікар дав їй надмірну дозу морфію, здійснивши їй евтаназію через її нестерпний біль. Малдер вважає, що чоловік є її батьком, і що він вважає — лікар вкрав його дочку. Тому позбавляє Роберта членів його родини. Скаллі повідомляє Малдеру — ім'я Лінетт Пітті випливло один раз — під час вакцинації в Аллеганських горах. Малдер вирішує ексгумувати тіло Лінетт і забрати владу її батька, але коли вони відкривають скриню, всередині тіла немає.
Орендодавиця стукає до Пітті і просить мазь від болей спини — їй ніхто не відповідає. Тоді вона відчиняє двері Пітті і знаходить тіло Лінетт у ліжку. За її спиною виникає Орелл.
Агенти випроваджують доктора і його доньку Люсі з міста у віддалене місце. За їх від'їздом з-поміж дерев спостерігає Орелл. Почувши про інцидент у новинах — якась жінка померла від рідкісного виду стрептокока — він буквально зжер її тіло — Малдер із групою посилення йде до квартири Пітті та знаходить рештки Лінетт, але тепер без голови. В національному парку «Секвоя» Пітті знаходить сім'ю Відер, яких охороняє Скаллі, і робить ляльку з волоссям (здобуває з автівки розбивши скло) і фотографією Скаллі всередині. Фокс телефонує Дейні і повідомляє — Пітті їх може знайти. Пітті штрикає цвяхи в очі ляльки, і Скаллі відразу сліпне. Пітті вривається в будинок — Дейна стріляє наосліп, Орелл бере пістолет Скаллі. Пітті коле ножем ляльку в районі серця — доктор корчиться від бою і падає на підлогу. Відер змушує Пітті зізнатися, що він намагається перекласти власну провину щодо неможливості врятувати Лінетт, звинувачуючи доктора. Малдер приїздить, знаходить ляльку Скаллі і виймає з неї цвяхи, що дозволяє Дейні відновити зір і вистрелити в Пітті.
Пітті поміщають у коматозному стані в медичний центр. Останки Ліннет відправляються назад до її будинку в Західній Вірджинії.
Ти знову загнала мене в глухий кут

### Присвята
Серія присвячена Ріку Джейкобсону — керівнику «20th Television», який помер від онкозахворювання (Rick Jacobson; 1951—2000).

## Зйомки
Сценарій «Theef» був написаний Френком Спотніцем, Джоном Шибаном та Вінсом Гілліганом під час різдвяних канікул продюсерської групи після того, як попередній сценарій скасували в останню мить. Поміркувавши над варіантами, вони вирішили створити історію про «сучасну медицину проти дворових надприродних мистецтв». Пізніше Гілліган пожартував: «я думаю, що мене взяли в колектив за те, що я з південних штатів, і вони вважали — я найближче, що їм довелося бачити, до горянина серед персоналу».
Продюсер Девід Аманн пояснив, що натхненням для історії стало питання: «А якщо ви знаєте лікаря, який спокійно працює, але має темну сторінку свого минулого, яка повертається до нього?» Пізніше Спотніц уточнив, що спочатку ця історія була «такою, як ви позбудетеся від того, чого не можете позбутися». Однак незабаром авторам стало важко розробляти цю сюжетну лінію, і, за визнанням Спотніца, історія «почала переростати в ситуацію на кшталт „Мису страху“». Сценарій епізоду був доопрацьований сценаристами в грудні 1999 року, а Кім Меннерс обраний режисером епізоду.
За словами Кріса Картера, епізод «був дуже добре відібраний». Актор Біллі Драго був обраний на роль Орелла Пітті, рішення, яке згодом Кріс Картер назвав «особливо щасливим». Його син, Даррен Е. Берроуз, раніше виконав роль Бернарда Оутса в епізоді шостого сезону «Понеділок». Актор, який зіграв доктора Відера, Джеймс Моррісон, був колишнім учасником науково-фантастичного серіалу «Space: Above and Beyond», і раніше його брали виконувати роль детектива Джима Хорна в епізоді «Мілленіуму» «Мертві літери». Пізніше Моррісон отримає визнання як Білл Б'юкенен у телесеріалі «24». Акторка Лія Сандерс була другом дитинства Джона Шибана, вони не контактували двадцять років. Коли за збігом обставин її відібрали для виконання епізодичної ролі, Шибан був в захваті.
Кім Меннерс заявив, що «Theef» було важко зняти, оскільки акторський склад і команда не мали достатнього часу для підготовки. Він пояснював: «Це було якось поспішно, і ми отримали сценарій дуже пізно. Ми повністю переробляли його, коли знімали». На думку Меннерса, весь епізод «зібрався» лише під час монтажу в постпродукції: «Коли я дивився на кадри, це було так, ніби дивлюся на чужий фільм. Але це робилося дуже приємно і кінцевим результатом стало те, що „Theef“ виявився пристойним епізодом». Пізніше Меннерс зізнався, що епізод був єдиним в серіалі, під час зйомок якого він хворів.
Чері Монтесанто-Медкалф, одна із творців гриму серіалу, була надзвичайно задоволена гримуванням Драго в цьому епізоді. Пізніше вона зазначила: «Я пам'ятаю, Біллі Драго був чудовим — він виглядав таким моторошним після нанесення гриму. Я просто хотіла, щоб цей хлопець виглядав надзвичайно моторошним із тривожним поглядом, але досить реальним — щоб ви могли злякатися, якщо поглянете у своє вікно вночі і побачите його, що стоїть там».

## Показ і відгуки
«Theef» вперше вийшов в ефір у США 12 березня 2000 року. Епізод отримав рейтинг Нільсена 7,4 з часткою 11, що означає — приблизно 7,4 % всіх домогосподарств, обладнаних телевізором, і 11 % домогосподарств, які дивляться телебачення, були налаштовані на епізод. Його переглянули 11,91 мільйона глядачів. Епізод був показаний у Великій Британії і Ірландії по «Sky One» 18 червня 2000 року; його переглянуло 0,71 мільйона глядачів. Епізод був номінований і виграв премію «Еммі» у 2000 році Американської телевізійної академії — за видатний грим серіалу.
Емілі Вандерверф з «The A.V. Club» відзначила епізод оцінкою «B +» і назвала його «найсильнішим прямим, не експериментальним автономним сезоном в сезоні», а також одним з «найсильніших страшних епізодів від п'ятого сезону». Вона похвалила запрошений акторський склад — найбільше Драго та Моррісона. Оглядачка написала, що автори епізоду змогли успішно зробити смерті персонажів в ньому таким чином, щоб схвилювати аудиторію. Основна критика Вандерверф щодо епізоду полягала в тому, що у ньому зображений Пітті «як із глушини і досить стереотипно». Том Кессеніч у книзі «Іспити» дав епізоду помірно позитивний відгук. Незважаючи на невелику критику епізоду з використанням заснованого на вуду сюжету, який він назвав «(не) надзвичайно оригінальним», Кессеніч дійшов висновку, що «немає нічого поганого в невеликій конфронтації сучасної медицини проти практичної магії. І мені безумовно сподобалося, як у Скаллі була нагода ще раз зробити поштовх». Річ Розелл із «Digitally Obsessed» нагородив епізод 4 із 5 зірок, зазначивши: «сценарист Вінс Гілліган досить серйозно ставиться до цього епізоду стосовно серії смертоносних проклять, накладених на лікаря та його сім'ю, а також деяких загадкових каракуль. Існує безліч поганих моджо, коли команда „Цілком таємно“ копається глибоко в темній стороні магічного мистецтва, а Скаллі в один момент втрачає зір через мстиву ляльку. Моторошно». Пола Вітаріс з «Cinefantastique» надала епізоду помірно змішаний огляд і відзначила його 2.5 зірки з чотирьох. Вона дійшла висновку, що «хоча „Theef“ обтяжений деякими нелогічними розробками сюжету та певною недостатньо розвиненою характеристичністю, загалом це пристойний внесок у Цілком таємно».
Кілька інших відгуків були більш неоднозначними. Кеннет Сілбер з «Space.com» критично поставився до епізоду, зазначивши, що головним антагоністом є «справжня карикатура на дурниці з глушини, і тому важко сприймати її серйозно». Однак він зробив комплімент співчутливим якостям доктора Відера та його родини. Роберт Ширман і Ларс Пірсон у книзі « Хочемо вірити: критичний посібник з Цілком таємно, Мілленіуму та Самотніх стрільців» оцінили епізод в 2.5 зірки з п'яти, зазначивши, що він був «надто амбіційним X-файлом, щоби бути чимось більше, ніж лише набором моментів, деякі з яких спрацьовують».

## Знімалися
- Девід Духовни — Фокс Малдер
- Джилліан Андерсон — Дейна Скаллі
- Біллі Драго — Орелл Пітті
- Джеймс Моррісон — Роберт Відер
- Кейт Макнейл — Нен Відер
- Том Далгрен — Ірвінг Талбро
- Ділан Куссман — студент-медик
- Памела Гордон — власниця